# محمد الكويكبي
محمد مرزوق الكويكبي هو لاعب كرة قدم سعودي ولد في 8 أغسطس 1994 في الجوف، السعودية وهو يلعب في مركز الهجوم في نادي الاتفاق.

## مسيرته الكروية
تدرج من البراعم ثم الناشئين وفريق الشباب وظهر بالفريق الأول في دوري ركاء السعودي مع فريق نادي العروبة السعودي و أعير إلى نادي الإنطلاق في عام 2013 للمشاركة في دورة الصعود لدوري الدرجة الثانية ويمتاز اللاعب محمد الكويكبي بالمهارات الفردية العالية والتمريرات المتقنة ومساهماته الكبيرة في صناعة الأهداف إلى زملائه ناهيك عن تسجيله الأهداف وامتيازه بالمراوغة السريعة .

### انتقاله إلى الاتفاق
إنتقل نادي الاتفاق في عام 2016 و وقع معه عقد لمدة 5 سنوات .

## مشاركته مع المنتخب
شارك مع المنتخب السعودي للناشئين
```
شارك مع المنتخب السعودي الاولمبي
```

## وصلات خارجية
- محمد الكويكبي على موقع قاعدة بيانات كرة القدم.إي يو (الإنجليزية)
- محمد الكويكبي على موقع ناشيونال فوتبول تيمز (الإنجليزية)
- محمد الكويكبي على موقع Soccerway.com (الإنجليزية)